# Grand Prix Kanady 2023
Grand Prix Kanady 2023, oficjalnie Formula 1 Pirelli Grand Prix du Canada 2023 – ósma runda Mistrzostw Świata Formuły 1 w sezonie 2023. Grand Prix odbyło się w dniach 16–18 czerwca 2023 na torze Circuit Gilles Villeneuve w Montrealu. Wyścig, po starcie z pole position, wygrał Max Verstappen (Red Bull Racing), a na podium kolejno stanęli Fernando Alonso (Aston Martin Aramco) oraz Lewis Hamilton (Mercedesa).

## Lista startowa
| Nr          | Kierowca         | Zespół                                | Samochód                          | Silnik              | Opony |
| ----------- | ---------------- | ------------------------------------- | --------------------------------- | ------------------- | ----- |
| 1           | Max Verstappen   | Oracle Red Bull Racing                | Red Bull RB19                     | Honda RBPTH001      | P     |
| 2           | Logan Sargeant   | Williams Racing                       | Williams FW45                     | Mercedes-AMG F1 M14 | P     |
| 4           | Lando Norris     | McLaren F1 Team                       | McLaren MCL60                     | Mercedes-AMG F1 M14 | P     |
| 10          | Pierre Gasly     | BWT Alpine F1 Team                    | Alpine A523                       | Renault E-Tech RE23 | P     |
| 11          | Sergio Pérez     | Oracle Red Bull Racing                | Red Bull RB19                     | Honda RBPTH001      | P     |
| 14          | Fernando Alonso  | Aston Martin Aramco Cognizant F1 Team | Aston Martin AMR23                | Mercedes-AMG F1 M14 | P     |
| 16          | Charles Leclerc  | Scuderia Ferrari                      | Ferrari SF-23                     | Ferrari 066/10      | P     |
| 18          | Lance Stroll     | Aston Martin Aramco Cognizant F1 Team | Aston Martin AMR23                | Mercedes-AMG F1 M14 | P     |
| 20          | Kevin Magnussen  | MoneyGram Haas F1 Team                | Haas VF-23                        | Ferrari 066/10      | P     |
| 21          | Nyck de Vries    | Scuderia AlphaTauri                   | AlphaTauri AT04                   | Honda RBPTH001      | P     |
| 22          | Yūki Tsunoda     | Scuderia AlphaTauri                   | AlphaTauri AT04                   | Honda RBPTH001      | P     |
| 23          | Alexander Albon  | Williams Racing                       | Williams FW45                     | Mercedes-AMG F1 M14 | P     |
| 24          | Zhou Guanyu      | Alfa Romeo F1 Team Stake              | Alfa Romeo C43                    | Ferrari 066/10      | P     |
| 27          | Nico Hülkenberg  | MoneyGram Haas F1 Team                | Haas VF-23                        | Ferrari 066/10      | P     |
| 31          | Esteban Ocon     | BWT Alpine F1 Team                    | Alpine A523                       | Renault E-Tech RE23 | P     |
| 44          | Lewis Hamilton   | Mercedes-AMG PETRONAS F1 Team         | Mercedes-AMG F1 W14 E Performance | Mercedes-AMG F1 M14 | P     |
| 55          | Carlos Sainz Jr. | Scuderia Ferrari                      | Ferrari SF-23                     | Ferrari 066/10      | P     |
| 63          | George Russell   | Mercedes-AMG PETRONAS F1 Team         | Mercedes-AMG F1 W14 E Performance | Mercedes-AMG F1 M14 | P     |
| 77          | Valtteri Bottas  | Alfa Romeo F1 Team Stake              | Alfa Romeo C43                    | Ferrari 066/10      | P     |
| 81          | Oscar Piastri    | McLaren F1 Team                       | McLaren MCL60                     | Mercedes-AMG F1 M14 | P     |
| Źródło: FIA |                  |                                       |                                   |                     |       |

## Wyniki

### Zwycięzcy sesji treningowych
| Sesja       | Nr | Kierowca        | Konstruktor                | Czas     | Okr. |
| ----------- | -- | --------------- | -------------------------- | -------- | ---- |
| 1           | 77 | Valtteri Bottas | Alfa Romeo-Ferrari         | 1:18,728 | 3    |
| 2           | 44 | Lewis Hamilton  | Mercedes                   | 1:13,718 | 30   |
| 3           | 1  | Max Verstappen  | Red Bull Racing-Honda RBPT | 1:23,106 | 22   |
| Źródło: FIA |    |                 |                            |          |      |

### Kwalifikacje
| P                    | Nr | Kierowca         | Konstruktor                  | Czasy w kwalifikacjach | Czasy w kwalifikacjach | Czasy w kwalifikacjach | Poz. s. |
| P                    | Nr | Kierowca         | Konstruktor                  | Q1                     | Q2                     | Q3                     | Poz. s. |
| -------------------- | -- | ---------------- | ---------------------------- | ---------------------- | ---------------------- | ---------------------- | ------- |
| 1                    | 1  | Max Verstappen   | Red Bull Racing-Honda RBPT   | 1:20,851               | 1:19,092               | 1:25,858               | 1       |
| 2                    | 27 | Nico Hülkenberg  | Haas-Ferrari                 | 1:22,730               | 1:20,305               | 1:27,102               | 5       |
| 3                    | 14 | Fernando Alonso  | Aston Martin Aramco-Mercedes | 1:21,481               | 1:19,776               | 1:27,286               | 2       |
| 4                    | 44 | Lewis Hamilton   | Mercedes                     | 1:21,554               | 1:20,426               | 1:27,627               | 3       |
| 5                    | 63 | George Russell   | Mercedes                     | 1:21,798               | 1:20,098               | 1:27,893               | 4       |
| 6                    | 31 | Esteban Ocon     | Alpine-Renault               | 1:22,114               | 1:20,406               | 1:27,945               | 6       |
| 7                    | 4  | Lando Norris     | McLaren-Mercedes             | 1:21,998               | 1:19,347               | 1:28,046               | 7       |
| 8                    | 55 | Carlos Sainz Jr. | Ferrari                      | 1:22,248               | 1:19,856               | 1:29,294               | 11      |
| 9                    | 81 | Oscar Piastri    | McLaren-Mercedes             | 1:22,190               | 1:19,659               | 1:31,349               | 8       |
| 10                   | 23 | Alexander Albon  | Williams-Mercedes            | 1:21,938               | 1:18,725               | –                      | 9       |
| 11                   | 16 | Charles Leclerc  | Ferrari                      | 1:21,843               | 1:20,615               |                        | 10      |
| 12                   | 11 | Sergio Pérez     | Red Bull Racing-Honda RBPT   | 1:22,151               | 1:20,959               |                        | 12      |
| 13                   | 18 | Lance Stroll     | Aston Martin Aramco-Mercedes | 1:22,677               | 1:21,484               |                        | 16      |
| 14                   | 20 | Kevin Magnussen  | Haas-Ferrari                 | 1:22,351               | 1:21,678               |                        | 13      |
| 15                   | 77 | Valtteri Bottas  | Alfa Romeo-Ferrari           | 1:22,332               | 1:21,821               |                        | 14      |
| 16                   | 22 | Yūki Tsunoda     | AlphaTauri-Honda RBPT        | 1:22,746               |                        |                        | 19      |
| 17                   | 10 | Pierre Gasly     | Alpine-Renault               | 1:22,886               |                        |                        | 15      |
| 18                   | 21 | Nyck de Vries    | AlphaTauri-Honda RBPT        | 1:23,137               |                        |                        | 17      |
| 19                   | 2  | Logan Sargeant   | Williams-Mercedes            | 1:23,337               |                        |                        | 18      |
| 20                   | 24 | Zhou Guanyu      | Alfa Romeo-Ferrari           | 1:23,342               |                        |                        | 20      |
| 107% czasu: 1:26,510 |    |                  |                              |                        |                        |                        |         |
| Źródło: FIA          |    |                  |                              |                        |                        |                        |         |

Uwagi
1. ↑  Ponieważ kwalifikacje odbywały się na mokrym torze, reguła 107% nie obowiązywała[6].

### Wyścig
| P           | Nr | Kierowca         | Konstruktor                  | Okr. | Czas         | Start | +/−       | Punkty |
| ----------- | -- | ---------------- | ---------------------------- | ---- | ------------ | ----- | --------- | ------ |
| 1           | 1  | Max Verstappen   | Red Bull Racing-Honda RBPT   | 70   | 1:33:58,348  | 1     | Bez zmian | 25     |
| 2           | 14 | Fernando Alonso  | Aston Martin Aramco-Mercedes | 70   | +9,570       | 2     | Bez zmian | 18     |
| 3           | 44 | Lewis Hamilton   | Mercedes                     | 70   | +14,168      | 3     | Bez zmian | 15     |
| 4           | 16 | Charles Leclerc  | Ferrari                      | 70   | +18,648      | 10    | 6         | 12     |
| 5           | 55 | Carlos Sainz Jr. | Ferrari                      | 70   | +21,540      | 11    | 6         | 10     |
| 6           | 11 | Sergio Pérez     | Red Bull Racing-Honda RBPT   | 70   | +51,028      | 12    | 6         | 8+1    |
| 7           | 23 | Alexander Albon  | Williams-Mercedes            | 70   | +1:00,813    | 9     | 2         | 6      |
| 8           | 31 | Esteban Ocon     | Alpine-Renault               | 70   | +1:01.692    | 6     | 2         | 4      |
| 9           | 18 | Lance Stroll     | Aston Martin Aramco-Mercedes | 70   | +1:04,402    | 16    | 7         | 2      |
| 10          | 77 | Valtteri Bottas  | Alfa Romeo-Ferrari           | 70   | +1:04,432    | 14    | 4         | 1      |
| 11          | 81 | Oscar Piastri    | McLaren-Mercedes             | 70   | +1:05,101    | 8     | 3         |        |
| 12          | 10 | Pierre Gasly     | Alpine-Renault               | 70   | +1:05,249    | 15    | 3         |        |
| 13          | 4  | Lando Norris     | McLaren-Mercedes             | 70   | +1:08,363    | 7     | 6         |        |
| 14          | 22 | Yūki Tsunoda     | AlphaTauri-Honda RBPT        | 70   | +1:13,423    | 19    | 5         |        |
| 15          | 27 | Nico Hülkenberg  | Haas-Ferrari                 | 69   | +1 okrążenie | 5     | 10        |        |
| 16          | 24 | Zhou Guanyu      | Alfa Romeo-Ferrari           | 69   | +1 okrążenie | 20    | 4         |        |
| 17          | 20 | Kevin Magnussen  | Haas-Ferrari                 | 69   | +1 okrążenie | 13    | 4         |        |
| 18          | 21 | Nyck de Vries    | AlphaTauri-Honda RBPT        | 69   | +1 okrążenie | 17    | 1         |        |
| NS          | 63 | George Russell   | Mercedes                     | 53   | NU (hamulce) | 4     |           |        |
| NS          | 2  | Logan Sargeant   | Williams-Mercedes            | 6    | NU (silnik)  | 18    |           |        |
| Źródło: FIA |    |                  |                              |      |              |       |           |        |

Uwagi
1. ↑  Dodatkowy 1 punkt jest przyznawany kierowcy, który ustanowił najszybsze okrążenie w wyścigu, pod warunkiem, że ukończył wyścig w pierwszej 10.

### Najszybsze okrążenie
| Nr          | Kierowca     | Konstruktor                | Czas     | Okr. |
| ----------- | ------------ | -------------------------- | -------- | ---- |
| 11          | Sergio Pérez | Red Bull Racing-Honda RBPT | 1:14,481 | 70   |
| Źródło: FIA |              |                            |          |      |

### Prowadzenie w wyścigu
| Nr                              | Kierowca       | Konstruktor                | Okrążenia | Suma |
| ------------------------------- | -------------- | -------------------------- | --------- | ---- |
| 1                               | Max Verstappen | Red Bull Racing-Honda RBPT | 1–70      | 70   |
| \| Wykres \| \| ------ \| \| \| |                |                            |           |      |
| Źródło: FIA                     |                |                            |           |      |
| Wykres                          |                |                            |           |      |
|                                 |                |                            |           |      |

## Klasyfikacja po wyścigu

### Kierowcy
| P           | +/−       | Kierowca         | Zgł. | Punkty | P1 | P2 | P3 | PP | NO | NS | NU |
| ----------- | --------- | ---------------- | ---- | ------ | -- | -- | -- | -- | -- | -- | -- |
| 1           | Bez zmian | Max Verstappen   | 8    | 195    | 6  | 2  | –  | 5  | 3  | –  | –  |
| 2           | Bez zmian | Sergio Pérez     | 8    | 126    | 2  | 2  | –  | 2  | 2  | –  | –  |
| 3           | Bez zmian | Fernando Alonso  | 8    | 117    | –  | 2  | 4  | –  | –  | –  | –  |
| 4           | Bez zmian | Lewis Hamilton   | 8    | 102    | –  | 2  | 1  | –  | 1  | –  | –  |
| 5           | 1         | Carlos Sainz Jr. | 8    | 68     | –  | –  | –  | –  | –  | –  | –  |
| 6           | 1         | George Russell   | 8    | 65     | –  | –  | 1  | –  | 1  | 2  | 2  |
| 7           | Bez zmian | Charles Leclerc  | 8    | 54     | –  | –  | 1  | 1  | –  | 2  | 2  |
| 8           | Bez zmian | Lance Stroll     | 8    | 37     | –  | –  | –  | –  | –  | 2  | 2  |
| 9           | Bez zmian | Esteban Ocon     | 8    | 29     | –  | –  | 1  | –  | –  | 1  | 2  |
| 10          | Bez zmian | Pierre Gasly     | 8    | 15     | –  | –  | –  | –  | –  | –  | 1  |
| 11          | Bez zmian | Lando Norris     | 8    | 12     | –  | –  | –  | –  | –  | –  | –  |
| 12          | 6         | Alexander Albon  | 8    | 7      | –  | –  | –  | –  | –  | 2  | 2  |
| 13          | 1         | Nico Hülkenberg  | 8    | 6      | –  | –  | –  | –  | –  | –  | –  |
| 14          | 1         | Oscar Piastri    | 8    | 5      | –  | –  | –  | –  | –  | 1  | 1  |
| 15          | 1         | Valtteri Bottas  | 8    | 5      | –  | –  | –  | –  | –  | –  | –  |
| 16          | 1         | Zhou Guanyu      | 8    | 4      | –  | –  | –  | –  | 1  | 1  | 1  |
| 17          | 1         | Yūki Tsunoda     | 8    | 2      | –  | –  | –  | –  | –  | –  | –  |
| 18          | 1         | Kevin Magnussen  | 8    | 2      | –  | –  | –  | –  | –  | –  | 2  |
| 19          | Bez zmian | Nyck de Vries    | 8    | 0      | –  | –  | –  | –  | –  | 1  | 2  |
| 20          | Bez zmian | Logan Sargeant   | 8    | 0      | –  | –  | –  | –  | –  | 1  | 2  |
| Źródło: FIA |           |                  |      |        |    |    |    |    |    |    |    |

### Konstruktorzy
| P           | +/−       | Konstruktor                  | Zgł. | Punkty | P1 | P2 | P3 | PP | NO | NS | NU |
| ----------- | --------- | ---------------------------- | ---- | ------ | -- | -- | -- | -- | -- | -- | -- |
| 1           | Bez zmian | Red Bull Racing-Honda RBPT   | 16   | 321    | 8  | 4  | –  | 7  | 5  | –  | –  |
| 2           | Bez zmian | Mercedes                     | 16   | 167    | –  | 2  | 2  | –  | 2  | 2  | 2  |
| 3           | Bez zmian | Aston Martin Aramco-Mercedes | 16   | 154    | –  | 2  | 4  | –  | –  | 2  | 2  |
| 4           | Bez zmian | Ferrari                      | 16   | 122    | –  | –  | 1  | 1  | –  | 2  | 2  |
| 5           | Bez zmian | Alpine-Renault               | 16   | 44     | –  | –  | 1  | –  | –  | 1  | 3  |
| 6           | Bez zmian | McLaren-Mercedes             | 16   | 17     | –  | –  | –  | –  | –  | 1  | 1  |
| 7           | 1         | Alfa Romeo-Ferrari           | 16   | 9      | –  | –  | –  | –  | 1  | 1  | 1  |
| 8           | 1         | Haas-Ferrari                 | 16   | 8      | –  | –  | –  | –  | –  | –  | 2  |
| 9           | 1         | Williams-Mercedes            | 16   | 7      | –  | –  | –  | –  | –  | 3  | 4  |
| 10          | 1         | AlphaTauri-Honda RBPT        | 16   | 2      | –  | –  | –  | –  | –  | 1  | 2  |
| Źródło: FIA |           |                              |      |        |    |    |    |    |    |    |    |